# Nyírtass, Szabolcs-Szatmár-Bereg
Nyírtass  este un sat în districtul Kisvárda, județul Szabolcs-Szatmár-Bereg, Ungaria, având o populație de 2.102 locuitori (2011). 

## Demografie
Componența etnică a satului Nyírtass
     Maghiari (96,51%)
     Romi (2,81%)
     Necunoscut (0,18%)
     Alții (0,49%)
Componența confesională a satului Nyírtass
     Romano-catolici (27,02%)
     Greco-catolici (19,74%)
     Reformați (19,65%)
     Fără religie (1,62%)
     Necunoscută (31,97%)
     Alte religii (0,62%)
Conform recensământului din 2011, satul Nyírtass avea 2.102 locuitori. Din punct de vedere etnic, majoritatea locuitorilor (96,51%) erau maghiari, cu o minoritate de romi (2,81%). Apartenența etnică nu este cunoscută în cazul a 0,18% din locuitori. Nu există o religie majoritară, locuitorii fiind romano-catolici (27,02%), greco-catolici (19,74%), reformați (19,65%) și persoane fără religie (1,62%). Pentru 31,97% din locuitori nu este cunoscută apartenența confesională.